# Golden Age of Science Fiction
De zogenaamde Golden Age of Science Fiction (Nederlands: de gouden tijd van de sciencefiction) was een bijzonder vruchtbare tijd voor het sciencefictiongenre, waarin later bekend geworden sf-schrijvers hun eerste sf-verhalen begonnen te schrijven. In Amerika werden deze jaren van ongeveer 1935-1955 dan ook de "Golden Age of Science Fiction" genoemd.
Olaf Stapledon was een van de eerste vernieuwende schrijvers. In zijn boeken Last and First Men (1930), Odd John (1935), Star Maker (1937) en Sirius (1940) beschreef hij vele ideeën die door andere schrijvers zouden worden uitgewerkt. Een ander belangrijk werk uit de jaren 40 was de Nul-A-trilogie van A.E. van Vogt, waarvan in 1945 het eerste deel uitkwam. Het in 1930 opgerichte pulpblad Astounding Stories (de naam werd in 1960 veranderd in Analog Science Fiction and Fact) wordt algemeen gezien als het platform waar de moderne SF werd geboren. Verantwoordelijk hiervoor was redacteur John W. Campbell: in zijn blad verschenen de in het Angelsaksische taalgebied als de "grote drie" bekende schrijvers Isaac Asimov, Robert A. Heinlein en Arthur C. Clarke.  Asimov begon zijn Foundation-serie in 1951, Heinlein schreef onder andere Starship Troopers en Dubbelster. Ook begon hij zijn 'future history' serie met onder andere: 'De man die de Maan verkocht'. Clarke publiceerde het korte verhaal 'The Sentinel' dat later werd verfilmd en uitgebreid tot '2001: A Space Odyssey'.